# Viktor Amazaspovič Ambarcumjan
Viktor Hambarcumjan, arménsky: Վիկտոր Համազասպի Համբարձումյան, rusky: Виктор Амазаспович Амбарцумян (18. září 1908, Tbilisi – 12. srpen 1996, Jerevan) byl arménský astrofyzik, akademik (AV SSSR od roku 1953 a AV Arménské SSR od roku 1943), zakladatel a ředitel Bjurakanské astrofyzikální observatoře v Arménii (od 1946).
Zabýval se zejména fyzikou planetárních mlhovin, problémem vývoje hvězd a hvězdných soustav, v roce 1947 objevil hvězdné asociace. Významné jsou jeho práce z oblasti studia aktivity jader galaxií, fyziky hvězd a plynových mlhovin, dynamiky hvězdných soustav a kosmogonie. Je autorem významné učebnice teoretické astrofyziky.
V letech 1961-1964 byl prezidentem Mezinárodní astronomické unie, 1968-1972 prezidentem Mezinárodní rady vědeckých unií (ICSU).
Hambarcumjan byl od roku 1940 členem Komunistické strany Sovětského svazu. Roku 1947 se stal členem nejvyššího sovětu Arménské SSR, v letech 1948-1989 byl členem ústředního výboru Komunistické strany Arménie, v letech 1950-1990 byl stálým delegátem Arménie v Nejvyšším sovětu SSSR.
Jakožto jeden z nejvýznamnějších arménských vědců je Ambarcumjan od roku 1998 vyobrazen na arménské bankovce 100 dramů. Roku 2010 byla arménským prezidentem založena Mezinárodní cena Viktora Hambarcumjana, která je udělována významným astrofyzikům, fyzikům a matematikům bez ohledu na národnost. Je s ní spojena odměna 500 000 amerických dolarů.

## Vyznamenání

### Sovětská a ruská vyznamenání
- Hrdina socialistické práce – 17. září 1968 a 15. září 1978
- Státní cena Ruské federace – 1995 – za sérii prací o budování dynamiky hvězdných systémů[3]
- Stalinova cena II. třídy – 1946 – za vytvoření nové teorie rozptylu světla v zakalených médiích
- Stalinova cena I. třídy – 1950 – za objev a studium nového typu hvězdných systémů
- Státní cena Arménské SSSR – 1988
- Národní hrdina Arménie – 11. října 1994
- Leninův řád – 10. června 1945, 17. září 1958, 17. září 1968, 17. září 1975 a 15. září 1978
- Řád Říjnové revoluce – 16. září 1983
- Řád rudého praporu práce – 21. února 1944 a 19. září 1953
- Řád odznaku cti – 23. prosince 1988
- Medaile Za pracovní udatnost

### Zahraniční vyznamenání

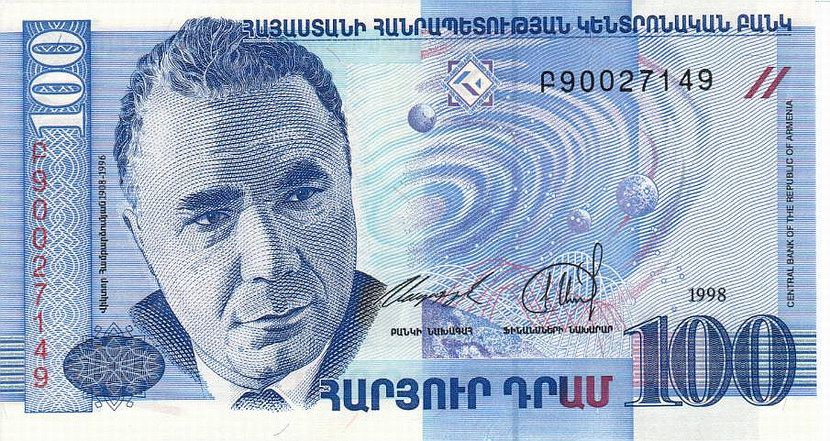
Viktor Hambarcumjan je zobrazen i na arménských bankovkách

- Řád Cyrila a Metoděje I. třídy – Bulharská lidová republika, 1969
- Řád praporu Maďarské lidové republiky – Maďarsko, 1975
- komtur Řádu za zásluhy Polské republiky – Polsko, 1973